# 關永同
關永同（1901年—1967年），號仲方，廣西桂林臨桂縣六塘鎮人，中華民國大陸時期軍官，新桂系軍閥李宗仁部下，官至少將。

## 生平
據北平行轅軍官唐真如之說，關永同是李宗仁的親信，從抗日戰爭期間的徐州會戰起受到提拔；關永同負責管理軍中財務，唐真如指「從五戰區起，有兩筆賬，兩個金櫃，一個是戰區的，一個是李宗仁私人的......關仲方歷來就管李宗仁私的一套賬」。關永同兒子泰迪羅賓的傳記則提及他「某次戰役中曾經揹着裝了國庫的夾萬隨行」:12。
抗日戰爭結束後，1945年11月李宗仁赴北平，掌管新設立的國民政府軍事委員會委員長北平行營（後改名北平行轅），關永同擔任北平行轅經理處副處長，當時軍階為少將。1948年4月李宗仁當選中華民國副總統，1949年2月任代總統，準備與中國共產黨和談，關永同於1949年4月獲任為總統府第六局副局長（軍階仍是少將），1950年2月末請辭（此時政權已退守台灣，李宗仁本人於1949年11月離開中國大陸，到香港、美國，1950年3月正式失去代總統職銜）。
而據泰迪羅賓的傳記，關家是在1948年李宗仁當選副總統後才舉家遷居北平:12-13。1949年國共談判破裂，關永同一家先回到廣西桂林會合，再往廣州，最終移居香港。:15
1967年，關永同於美國逝世。

## 家庭
關永同之妻曾靜瓊出身於湖南望族，比他年少七歲:12。兩人育有長女及四個兒子:14,34,35，其中次子關維鵬（藝名：泰迪羅賓）、三子關維麟、四子關偉，以及關維麟之子關楚耀皆是香港演藝界人物。

## 備註
1. ↑  泰迪羅賓傳記的描述則為「關永同（仲方）是桂林人」。[3]:12
2. ↑  泰迪羅賓的傳記有多張註明攝於北平的家庭合照，且詳述了定居四合院及期間脊椎意外受傷之事，曾舉家居於北平應屬事實。但該傳記似乎忽略了李宗仁擔任北平行轅主任的歷史，且以「北京」稱呼當時的北平；此外，該傳記提及國共談判，但對關家離開北平的時序，表達含糊。按唐真如說，關永同應屬於1945年便隨李宗仁留駐北平的親信之一，亦可能未有立即帶同家眷前往。然而，李宗仁當選副總統後主要活動地點應是南京，北平亦在平津戰役（1948年末至1949年1月）後已被共軍佔領。泰迪羅賓傳記所載之年份及時序，存疑，可能是傳主對童年往事的記憶有誤，且傳記的作者也可能對歷史考證不周。關家遷居北平，發生在李宗仁擔任北平行轅主任之後，早於李宗仁當選副總統，較為合理。亦有關永同1949年往台灣之說[2]，未知他是先安頓家人到香港，自己曾隨總統府遷往台灣，還是近似李宗仁的情況，遷居香港後有一段時間仍未免職，此紀錄被誤會為曾赴台灣。